# Villa Aldobrandini (Roma)

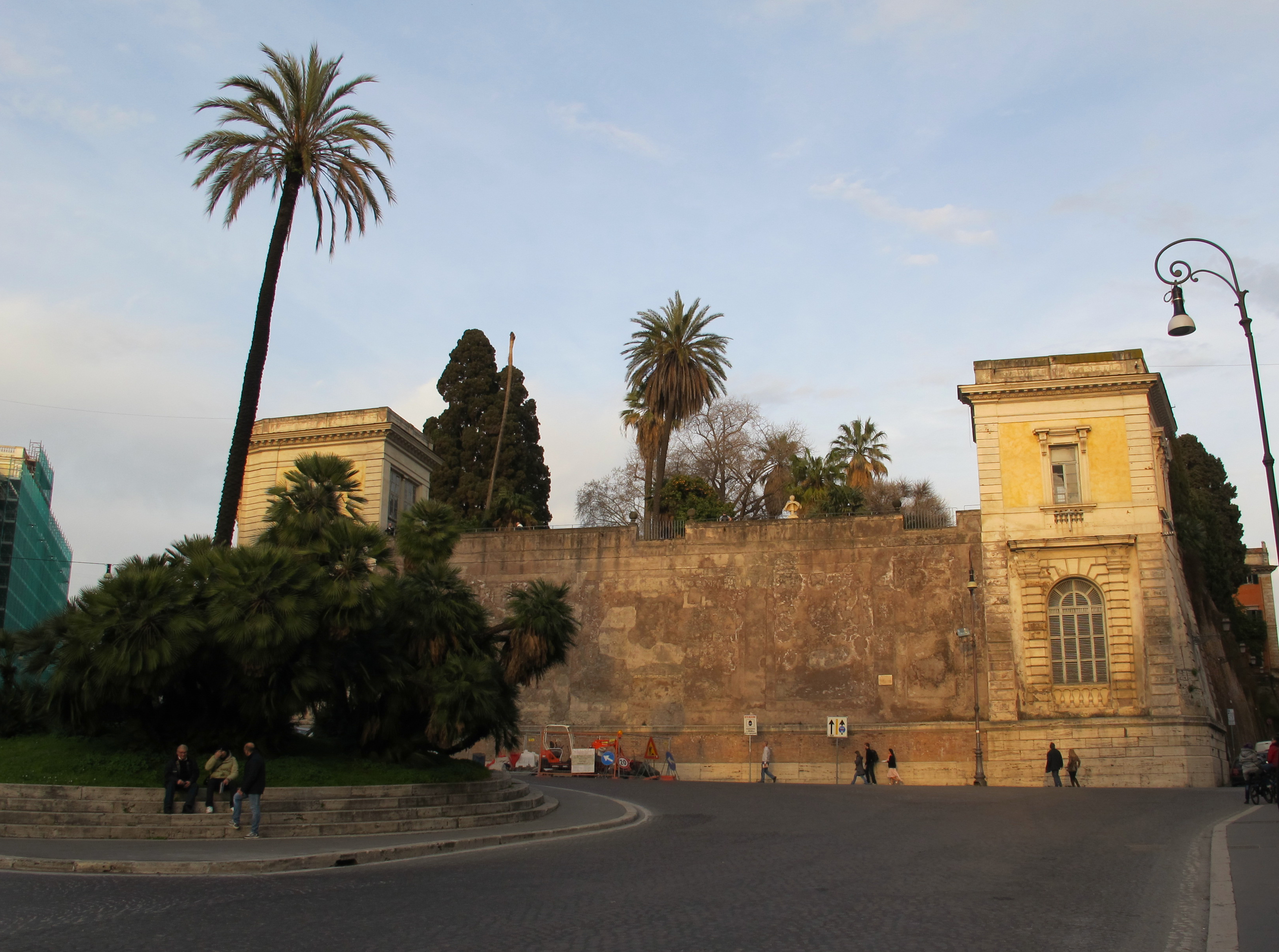
Vista da villa no Largo Magnanapoli.

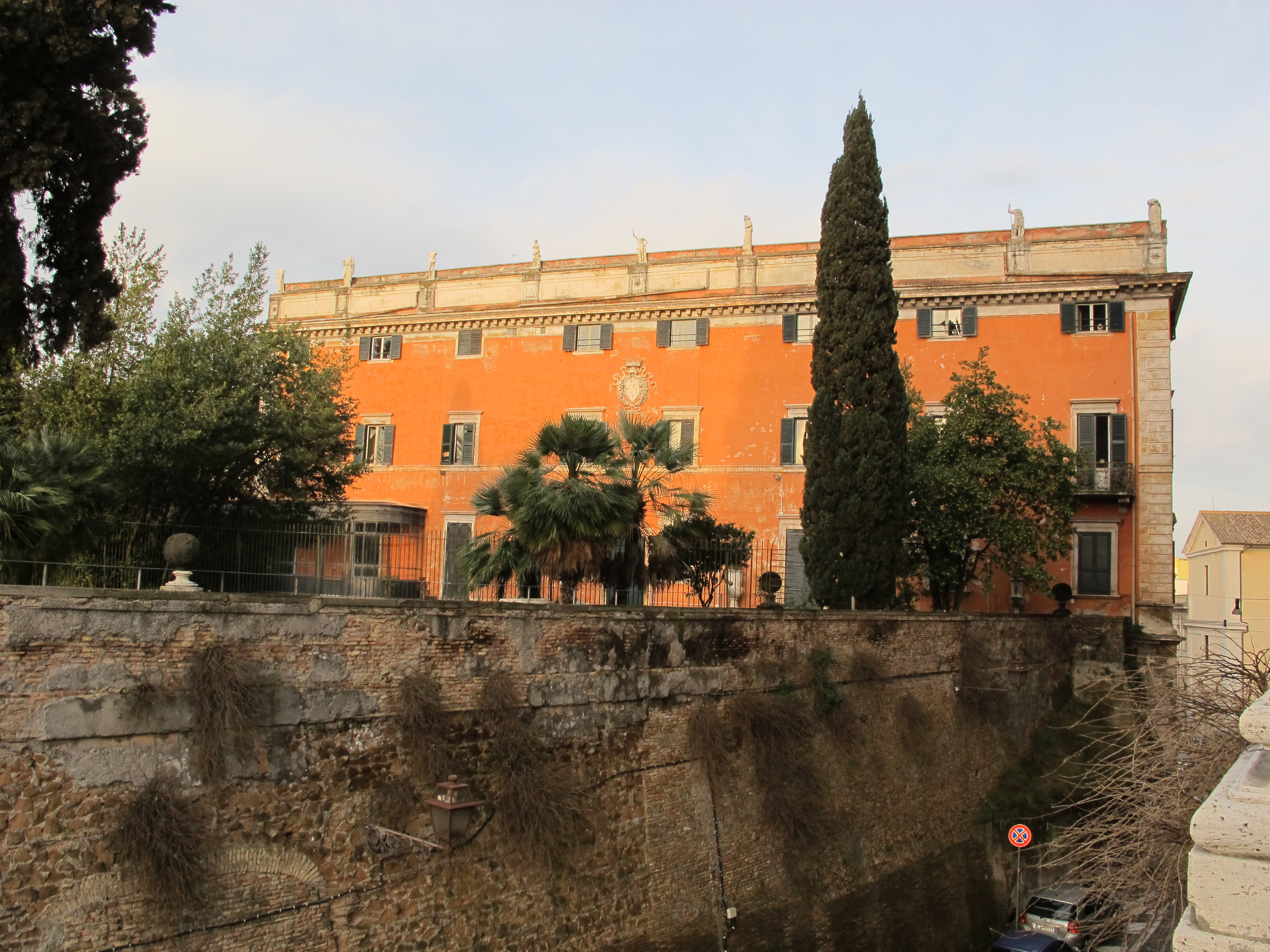
Palácio principal na Via Panisperna.

Villa Aldobrandini é uma villa situada no monte Quirinal de Roma de propriedade da poderosa família Aldobrandini, numa região conhecida no período romano como Collis Latiaris e no percurso da antiga via Alta Semita. O local era próximo das Termas de Constantino, do Mercado de Trajano e da Salita de Magnanapoli.

## História
A primeira villa no local foi criada sobre restos de construções do século II, ainda visíveis na entrada pela Via Mazzarino. O cardeal Pietro Aldobrandini (1571-1621), sobrinho do papa Clemente VIII Aldobrandini, reconstruiu a estrutura principal orientando-a na direção da Via Panisperna e determinou a construção do primeiro pavilhão.
O local recebeu uma decoração suntuosa e abrigou uma valiosa coleção de arte que incluía obras de todos os maiores artistas italianos, incluindo Giovanni Bellini, Correggio, Giorgione, Leonardo da Vinci, Mantegna, Tintoretto, Ticiano, Veronese e vários outros. Ali ficava o famoso afresco romano conhecido como "Nozze Aldobrandini" ("Bodas de Aldobrandini"), do século I, atualmente na Biblioteca Apostólica Vaticana, e muitos outros mármores antigos. Até a metade do século XIX, o esplendor do local era tanto que garantiu uma nota na "Topografia statistica dello stato pontificio".
A coleção depois foi dispersa por conta da história hereditária da família — o ramo "papal" se extinguiu em 1832 e a herança passou para a família Borghese — e a abertura da via hoje conhecida como Via Nazionale, entre 1876 e 1901, modificou profundamente o contexto urbanístico da região, reduzindo a villa a um grande belvedere arborizado. Em 1929, o estado romano adquiriu a propriedade e abriu o jardim à visitação pública.

## Imediações
Do jardim da villa, cuja fachada está de frente para a Via Panisperna, são visíveis as igrejas de Sant'Agata dei Goti, Santa Caterina a Magnanapoli, Santi Domenico e Sisto, a Torre delle Milizie e e Mercado de Trajano.
A villa é sede do Instituto Internacional para a Unificação do Direito Privado (UNIDROIT).